# Vlag van Bangkok

Vlag van Bangkok

De vlag van Bangkok is de Thaise stadsvlag van Bangkok. Het toont het stadszegel op een groene achtergrond. Het zegel van de stad toont de god Indra die in de wolken rijdt op Erawan, de olifantvormige god. In zijn hand houdt Indra een bliksemschicht, zijn wapen waarmee hij de droogte kan wegjagen. Het zegel is gebaseerd op een schilderij door Somdej Chaofa Kromphraya Narisranuwattiwong.

Zegel van Bangkok